# Francisco García Cabeza de Vaca
Francisco Javier García Cabeza de Vaca (McAllen, Texas, Estados Unidos; 17 de septiembre de 1967) es un empresario, y político mexicano nacido en Estados Unidos. Es miembro del Partido Acción Nacional (PAN) y fue gobernador de Tamaulipas para el periodo 2016-2022. También ha sido diputado federal, diputado local, presidente municipal de Reynosa y senador.

## Trayectoria académica y empresarial
Francisco García Cabeza de Vaca estudió  Administración de Empresas en la Houston Baptist University así como Mercadotecnia por la misma universidad, y una Maestría en Comercio Internacional por la Universidad de Monterrey.[cita requerida]
En la iniciativa privada, es propietario y administrador general de Productos Chamoyada S.A. de C.V. y ha organizado eventos empresariales en el área industrial y de comercio.[cita requerida] Como gobernador de Tamaulipas se ha enfocado en el desarrollo económico de la región.

## Trayectoria política
Ha sido integrante del Comité Directivo Municipal del Partido Acción Nacional de su ciudad natal y en 1998 fue precandidato a la presidencia municipal de Reynosa por el PAN, coordinador de la precampaña del PAN por la candidatura al Gobierno de Tamaulipas y Coordinador de la Zona Norte del candidato Gustavo Cárdenas Gutiérrez del PAN al gobierno del estado.[cita requerida]
En 1999 se vuelve miembro activo de su partido y en 2000 fue coordinador de la Organización Amigos de Fox A.C. en la Zona Norte de Tamaulipas, así como miembro del Consejo Estatal de la misma asociación civil. Ese mismo año, Francisco García Cabeza de Vaca se postuló para diputado federal en las elecciones de 2000 por el II Distrito Electoral Federal de Tamaulipas cuya cabecera es la ciudad de Reynosa, y se convirtió en el primer diputado federal de oposición de dicho distrito.[cita requerida]
Durante la LVIII Legislatura en la Cámara de Diputados de México, se desempeñó como Secretario de la Comisión de Población, Fronteras y Asuntos Migratorios, y también de la Comisión de la Tercera Comisión de Trabajo. Asimismo fue integrante de la Comisión de Hacienda y Crédito Público y de la Primera Comisión de Trabajo.[cita requerida]
Para 2003 Cabeza de Vaca se convirtió en Consejero estatal de su partido y buscó la candidatura al gobierno de Tamaulipas, pero fue obtenida por Gustavo Cárdenas Gutiérrez quien nuevamente logró la victoria. Aun así, se postuló para la alcaldía de Reynosa durante las Elecciones estatales de Tamaulipas de 2004 y con el 54.92% de los votos, fue elegido presidente municipal de su ciudad natal para el periodo 2005 - 2007. Ese mismo año, también se convirtió en Consejero nacional del PAN.
Durante 2006 se convirtió en Coordinador de enlace entre los presidentes municipales y la campaña del candidato de su partido a la Presidencia de la República Felipe Calderón Hinojosa y durante las Elecciones estatales de Tamaulipas de 2007, se fue diputado plurinominal de la LX Legislatura del Congreso de Tamaulipas, en la que se desempeñó como Coordinador de los diputados de su partido.[cita requerida]
El 30 de octubre de 2009, Cabeza de Vaca manifestó sus deseos de ser candidato del PAN a Gobernador en las Elecciones estatales de Tamaulipas de 2010, sin embargo, ante la ola de violencia que surgía en el estado y evitar la intervención del crimen organizado en las elecciones internas del partido, el Comité Ejecutivo Nacional del PAN decidió que iban a designar a todos los candidatos a elección popular de ese año. El 18 de febrero de 2010, el CEN del PAN designó al entonces Senador por Tamaulipas José Julián Sacramento Garza, postergando las aspiraciones de Cabeza de Vaca. En las elecciones de 2010, José Julián Sacramento quedó en segundo lugar con una diferencia de votos de 2 a 1.
Después de la diputación en 2011, Cabeza de Vaca fue nombrado director general de la Comisión para la Regularización de la Tenencia de la Tierra (CORETT).[cita requerida]
En 2012, Cabeza de Vaca se postuló y ganó la candidatura interna del PAN para competir por la senaduría de Tamaulipas, dejando en segundo lugar a la subsecretaria de salud y también exdiputada federal por Reynosa Maki Esther Ortiz Domínguez, quien impugnaría la elección por supuestas actividades de promoción del voto por parte de Cabeza de Vaca.
Para las Elecciones Federales en México de 2012, se convirtió en ganador de la elección al senado de la República con el 38.62% de los votos y dejando en segundo lugar al exgobernador de Tamaulipas Manuel Cavazos Lerma con el 29.08%.
Como senador en la LXII Legislatura del Congreso de la Unión de México, se ha desempeñado como presidente de la Comisión de la Reforma Agraria, secretario de la Comisión de Marina e integrante de la Comisión de Comunicaciones y Transportes, y de la Comisión de Energía del Senado de México.[cita requerida]
En marzo de 2023 anunció su aspiración para ser candidato por la presidencia de México. En mayo de 2023, durante una reunión plenaria con diputados del PAN, anunció de forma oficial sus intenciones de contender por la presidencia de México.

### Gobernador de Tamaulipas (2016-2022)
El 5 de junio de 2016, fue electo gobernador del estado de Tamaulipas, tras derrotar al priista Baltazar Hinojosa Ochoa en el marco de las elecciones de ese año, siendo el primer gobernador de oposición en 86 años.

## Controversias

### Acusaciones y proceso de desafuero
En 1986, en Texas, García Cabeza de Vaca fue detenido por el supuesto robo de armas que una pareja traía en una camioneta, pero fue liberado al poco tiempo, por lo que ha negado en diversas ocasiones que haya sido encarcelado en EU.
En las declaraciones de Froylán Gracia Galicia, hombre de confianza de Emilio Lozoya, exdirector de Pemex,  Francisco Cabeza de Vaca aparece señalado junto a Felipe de Jesús Cantú  y Roberto Gil Zuarth, como uno de los miembros del Partido Acción Nacional que presionó para obtener contratos energéticos a cambio de no boicotear la aprobación de la mencionada reforma. 
El 24 de febrero del 2021, la Fiscalía General de la República, apoyándose en un expediente armado en conjunto con la SEIDO, UIF y DEA, y después de congelar alrededor de 60 cuentas propiedad del gobernador de Tamaulipas, solicitó al Congreso de la Unión un juicio para desaforarlo y procesarlo por los delitos de lavado de dinero, delincuencia organizada y defraudación fiscal.
El 28 de febrero de 2021, el PAN convocó a una marcha en Ciudad Victoria en apoyo del gobernador García Cabeza de Vaca. Para la realización del mitin en plena Pandemia de COVID-19, la Secretaría de Salud de Tamaulipas modificó el semáforo epidemiológico (primero a verde y luego a amarillo). Durante la concentración no hubo sana distancia y se acusó de obligar a los trabajadores del gobierno de asistir al mitin, quienes tuvieron que presentarse uniformados de azul y blanco.
El 1 de marzo de 2021, la Dirección General de Asuntos Jurídicos de la Cámara de Diputados, anunció el comienzo del proceso de desafuero en contra de Francisco García Cabeza de Vaca. A su vez, el presidente Andrés Manuel López Obrador pidió a la Cámara de Diputados que diera a conocer el expediente de la acusación en contra del gobernador de Tamaulipas, si no tienen impedimento para ello.
El 19 de marzo de 2021 se llevó a cabo la sesión de la sección instructora de la cámara de diputados, donde decidirán si avanza la carta de procedencia (desafuero) en contra de Cabeza de Vaca, citaron a declarar al Dr. Santiago Nieto, titular de la Unidad de Inteligencia Financiera, para que exponga los hechos con los que cuenta.
El 30 de abril de 2021 la Cámara de Diputados tuvo una sesión instaurada como Jurado de Procedencia en la que se votó a favor del dictamen de la Sección Instructora que proponía el desafuero del actual gobernador de Tamaulipas, Francisco García Cabeza de Vaca.
Con 302 votos a favor, 134 en contra y 14 abstenciones, se acordó que el gobernador sería liberado de la protección legislativa de Nivel Federal.
El 2 de mayo de 2021, bajo un expediente de investigación de recursos financieros de procedencia ilícita y narcotráfico de la policía local de Andorra, se incautan 2500 millones de euros (58 mil millones de pesos mexicanos al tipo de cambio del 2 de mayo del 2021) que pertenecen al exgobernador de Puebla, Rafael Moreno Valle, y del gobernador de Tamaulipas, Francisco Javier García Cabeza de Vaca, y a otros 29 políticos.
El martes 4 de mayo de 2021 se publica la declaratoria de procedencia del proceso de desafuero en contra del gobernador en el Diario Oficial de la Federación.
El miércoles 5 de mayo de 2021, según labores de inteligencia de la FGR, el gobernador Francisco García Cabeza de Vaca anuncia una gira por Estados Unidos de América.
En octubre de 2022, un juez federal otorgó una suspensión definitiva contra la orden de aprehensión que el exgobernador tiene en su contra.
El 27 de marzo, en conferencia de prensa acusó a Santiago Nieto Castillo y a Américo Villarreal Anaya de fabricar pruebas en su contra.